# Fashion
«Fashion»(Фешн) — канадський журнал про моду, який видається компанією St. Joseph Media. Запущений в 1977 році. Офіси знаходяться у Ванкувері, Калгарі, Монреалі. Публікується 10 разів на рік. Станом на жовтень 2010 має 1,85 мільйонів читачів. Покриває інтернаціональні, національні та локальні модні тренди та новини. Орієнтований на урбаністичних жінок, яких цікавить мода.
Головний редактор — Бернадет Мора (Bernadette Morra). До «Fashion» Бернадет провела 23 роки в «Toronto Star»; спершу як журналіст по моді, потім (з 1993) як редактор по модній тематиці. Покинула «Toronto Star» в 2008, аби стати фрілансером і запустила сайт для любителів ювелірних прикрас. Бернадет проводила репортажі зі сцен Мілану, Лондону, Парижу та Нью-Йорку, інтерв'ювала багато ведучих модельєрів та знаменитостей, включаючи Карла Лагерфельда, Марка Джейкобса, Ніколаса Гескьюера, Вікторію Бекхем та Лінду Євангелісту.
В 2009 журнал запустив сестринський проект — журнал про моду для чоловіків «Men's Fashion», який публікується двічі на рік. В 2012 було додане святкове видання на додачу до весняно-літнього та осінньо-зимнього видання. Їх головний редактор — канадський журналіст Девід Лівінгстоун.
Вебсайт був запущений влітку 2000.